# HMS Variance (P85)
Le HMS Variance (pennant number : P85) est un sous-marin britannique de Classe V de la Royal Navy, puis de la Marine royale norvégienne.

## Conception
Les sous-marins britanniques de classe V étaient un développement de la classe U. Les cloisons étaient soudées, l’épaisseur de la coque sous pression rivetée était augmentée, au profit de la profondeur de plongée opérationnelle, qui augmentait à 90 m. La capacité en carburant était augmenté, une partie des réservoirs de ballasts ayant été utilisée pour stocker du mazout.

## Engagements
Le HMS Variance fut commandé le 21 mai 1942 et construit par Vickers-Armstrongs à Barrow-in-Furness, au Royaume-Uni. Sa quille est posée exactement un an plus tard jour pour jour, le 21 mai 1943, il est lancé encore un an plus tard à un jour près, le 22 mai 1944. Il est mis en service le 24 août 1944.
Dès son achèvement, le 24 août 1944, le HMS Variance a été transféré à la Marine royale norvégienne et rebaptisé HNoMS Utsira. Quatre sous-marins de classe V ont été transférés à la Norvège par les Britanniques : les Utsira (ex-HMS Variance), Utstein (ex-HMS Venturer), Utvær (ex-HMS Viking), Uthaug (ex-HMS Votary). Cependant seul le Utsira a été transféré avant d’être achevé. Les autres l’ont été après la guerre.
Le HNoMS Utsira a pour commandant le Lieutenant Sigurd Valvatne (RNON), du 18 août 1944 à mai 1945. Il est affecté à la 9th Submarine flotilla, à Dundee, du 5 novembre 1944 à mai 1945. En 1945, il appareille vers la Norvège. Il est acheté au Royaume-Uni en 1946 et reçoit le 19 septembre 1946 un nouveau pennant number norvégien : U-02. Le 30 octobre 1946, il est officiellement renommé KNM (Kongelig Norske Marine) Utsira. En 1953, il est reconstruit au chantier naval Hover de la Marine, à Horten. Il reçoit un nouveau pennant number standardisé OTAN : S-301.
Tous les navires norvégiens de classe V ont subi une modernisation en 1955-1956 : la coque externe a été rendue plus hydrodynamique, un schnorchel et un nouveau radar ont été installés.
Le KNM/HNoMS Utsira a été désarmé en 1965 et vendu à la casse. Il est remorqué vers les Pays-Bas et démoli à Hambourg en 1965.